# Achenseestraße
Die Achenseestraße B 181 ist eine Landesstraße in Österreich und verläuft von Strass im Zillertal (Tiroler Straße B 171 und Zillertalstraße B 169) vorbei an den Orten Eben am Achensee und Maurach, weiter am Ostufer des Achensees, über Achenkirch zur Staatsgrenze am Achenpass, wo Anschluss an die deutschen Bundesstraßen B 13 und B 307 besteht.
Die Gesamtlänge beträgt 33,52 km.

## Geschichte
Das Achental war schon im Mittelalter eine wichtige Verbindung vom Inntal nach Bayern. Der Fahrweg am Achensee wurde bereits 1482 eingerichtet und war seit 1495 mautpflichtig. Um 1570 wurde die Verbesserung der Straße gefordert, was jedoch von der landesfürstlichen Kammer abgelehnt wurde, um dem Verkehr durch das Inntal nicht zu schaden und die Jagd im Achental nicht zu beeinträchtigen. Wegen des schlechten Zustands der Straße am steilen Seeufer wurden Fuhrwerke bis in die Mitte des 19. Jahrhunderts mit Schiffen zwischen Süd- und Nordufer transportiert.

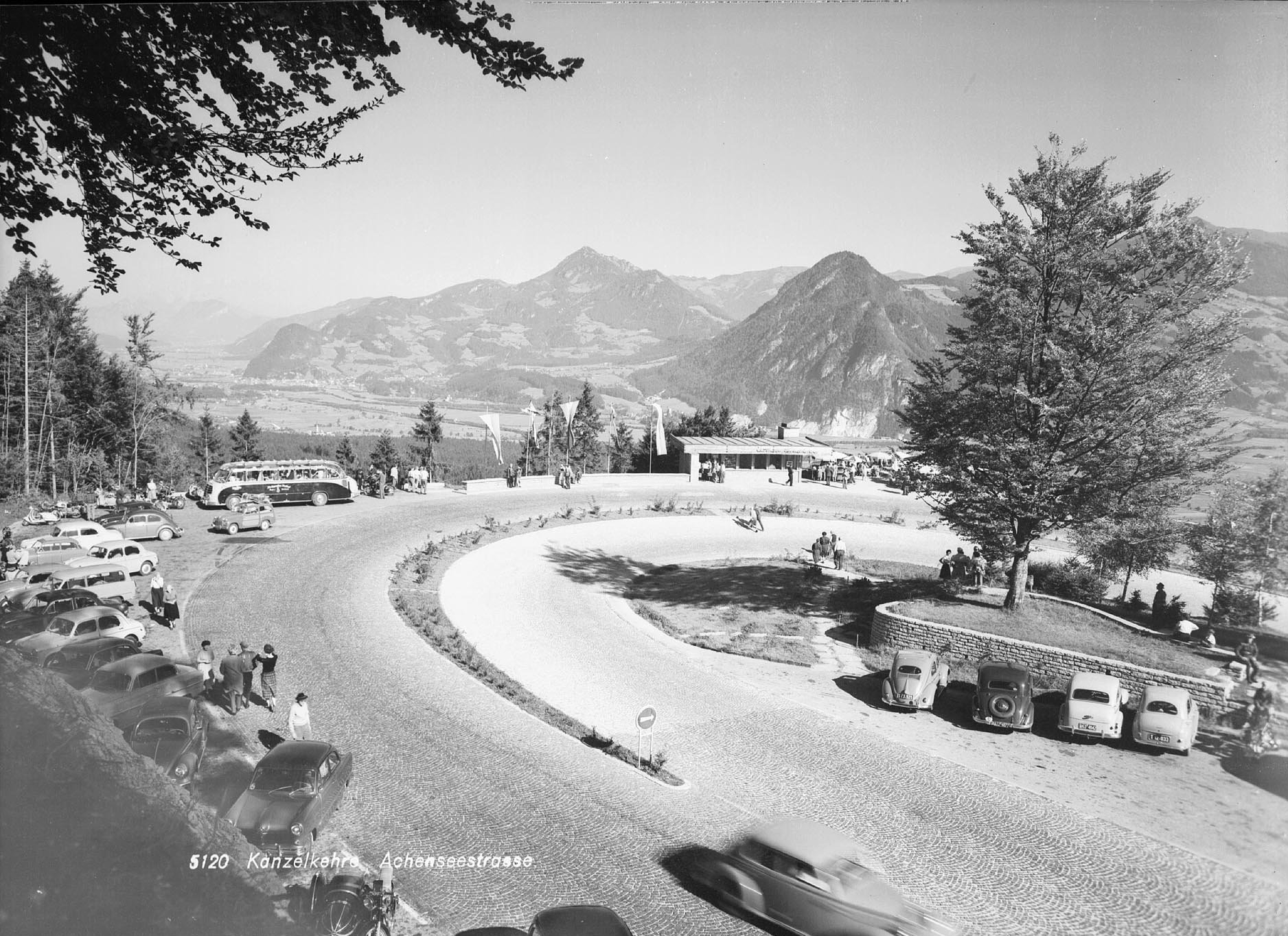
Kanzelkehre

Ab 1915 wurde dieser Fahrweg so weit ausgebessert, dass er von Kraftfahrzeugen befahren werden konnte. 1938 begannen die Bauarbeiten für den Bau einer modernen Autostraße, die jedoch 1942 kriegsbedingt eingestellt werden mussten. Der im Bau befindliche Seehoftunnel wurde im Zweiten Weltkrieg für die Rüstungsproduktion der Messerschmittwerke genutzt.
Die Achensee Straße gehört seit dem 1. Jänner 1949 zum Netz der Bundesstraßen in Österreich. Kurz darauf begann der Ausbau zur modernen Straße, die in mehreren Etappen fertiggestellt wurde:
- Am 23. September 1950 wurde der Seehoftunnel eröffnet.
- Am 25. Mai 1955 wurde die kurvenreiche Serpentinenstraße von Wiesing über die Kanzelkehre nach Maurach dem Verkehr übergeben.
- 1956 bis 1961 wurde die Teilstrecke Maurach – Achenkirch zur modernen Straße ausgebaut.
- Bis 1964 wurde auch der nördliche Streckenabschnitt von Achenkirch bis zur Staatsgrenze bei der Kaiserwacht fertiggestellt.

Am 15. Mai 2002 wurde die Schreibweise vom Tiroler Landtag in Achenseestraße geändert.